# Manav Thakkar
Manav Vikash Thakkar (Rajkot, Gujarat, 14 april 2000) is een Indiaas professioneel tafeltennisser. Hij speelt rechtshandig met de shakehandgreep.
Hij vertegenwoordigde zijn land op de Olympische Jeugdzomerspelen 2018 maar won geen medailles.